# AIDA (місія)
Місія Asteroid Impact & Deflection Assessment (AIDA) передбачає створення космічного зонду, який буде вивчати і демонструвати кінетичні ефекти від зіткнення космічного апарата з астероїдом. Місія призначена для перевірки, чи зможе космічний корабель успішно відхилити астероїд від зіткнення із Землею. У ролі об'єкта попередньо обрано астероїд 65803 Дідим.

## Співпраця
До місії AIDA приєдналися ЄКА, Аерокосмічний центр Німеччини, Обсерваторія Лазурного узбережжя, НАСА, Лабораторія прикладної фізики університету Джона Хопкінса. Проєкт був створений шляхом об'єднання двох окремих досліджень — Double Asteroid Redirection Test (DART), розроблений NASA та Asteroid Impact Mission (AIM), розроблений ЄКА — для спостерігання космічного польоту.